# Atlantitermes
Atlantitermes es un género de termitas  perteneciente a la familia Termitidae que tiene las siguientes especies:

## Especies
1. Atlantitermes guarinim
2. Atlantitermes ibitiriguara
3. Atlantitermes kirbyi
4. Atlantitermes oculatissimus
5. Atlantitermes osborni
6. Atlantitermes raripilus
7. Atlantitermes snyderi
8. Atlantitermes stercophilus